# Cella Delavrancea

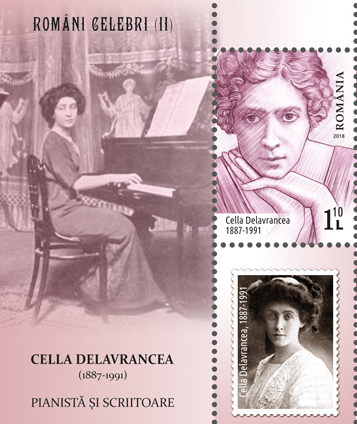
Cella Delavrancea

Cella Delavrancea-Lahovary (* 15. Dezember 1887 in Bukarest; † 9. August 1991 ebenda) war eine rumänische Pianistin und Musikpädagogin.
Delavrancea war die Tochter des Schriftstellers Barbu Ștefănescu Delavrancea und Schwester der Architektin Henrieta Delavrancea-Gibory. Sie war in erster Ehe mit dem Diplomaten Viorel Tilea und in zweiter Ehe mit dem Unternehmer Philippe Lahovary verheiratet.
Den ersten Klavierunterricht erhielt sie von ihrer Mutter Maria Lupașcu, später studierte sie Klavier am Konservatorium von Bukarest und am Pariser Konservatorium. Als Pianistin trat sie in ganz Europa auf, häufig als Duopartnerin von George Enescu. Ihr letztes Recital gab sie im Alter von 103 Jahren und wurde damit zur ältesten aktiven Pianistin aller Zeiten.
Ihre Lehrtätigkeit begann Delavrancea 1954 am Musikgymnasium von Bukarest, wo sie bis 1954 unterrichtete. Danach war sie bis zu ihrer Pensionierung Lehrerin am Konservatorium der Stadt. Zu ihren Schülern zählten die Pianisten Nicolae Licăreţ, Dan Grigore und Radu Lupu.